# Sylvain Ballot de Sauvot
Sylvain Ballot de Sauvot (né en 1703 et mort en décembre 1760) est un avocat au Parlement de Paris et homme de lettres amateur du XVIIIe siècle appartenant à l'entourage de Jean-Philippe Rameau (Sylvain Ballot, son frère, était le notaire de Rameau).
Il a remanié les livrets de Pygmalion, acte de ballet mis en musique par Rameau, et de la comédie lyrique Platée, pour la reprise à l'Académie royale de musique le 9 février 1749, après que la première avait eu lieu à Versailles, quatre ans auparavant.
Pendant la Querelle des Bouffons, il prit la défense de Rameau, qu'il admirait beaucoup, jusqu'à se battre en duel, en 1753, avec le castrat Gaetano Caffarelli.
Il aurait été bailli de Saint-Vrain et mourut en décembre 1760.